# Yongning (meteoryt)
Yongning – meteoryt żelazny z grupy IAB, znaleziony w 1971 w regionie autonomicznym Kuangsi w Chinach. Meteoryt Yongning jest jednym z siedmiu zatwierdzonych meteorytów znalezionych w tej prowincji. Obecnie dysponuje się 60 kg materii meteorytowej.